# 壬生義士傳
《壬生義士傳》（日语：壬生義士伝）是日本作家淺田次郎所創作的日本历史小說。本作並曾陸續改編成電視劇、電影、寶塚歌劇與漫畫。

## 劇情
以19世紀日本南部地方 (岩手縣)盛岡藩脱藩浪士新選組隊士吉村貫一郎（本名嘉村権太郎，約1839年？～1868年1月30日？）為題材的歷史小説。

## 出版
於《週刊文春》1998年9月3日号至2000年3月30日号期間刊載，後由文藝春秋於2000年出版上下冊單行本，2002年推出文庫版本。

## 獎項
2000年：第13回柴田錬三郎賞

## 書籍
- 『壬生義士伝』上、文藝春秋、2000年4月。ISBN 978-4-16-319140-9
- 『壬生義士伝』下、文藝春秋、2000年4月。ISBN 978-4-16-319150-8
- 『壬生義士伝』上（『文春文庫』）、文藝春秋、2002年9月。ISBN 978-4-16-764602-8
- 『壬生義士伝』下（『文春文庫』）、文藝春秋、2002年9月。ISBN 978-4-16-764603-5

## 関連項目
- 輪違屋糸里
- 夕顔瀬橋